# Рифат бей Неврокопски
Рифат бей Османоглу Неврокопски (на турски: Rifat Bey) е османски офицер и чиновник.

## Биография
Роден е на 17 май 1822 година в семейство на среднозаможни помаци в Неврокоп, тогава в Османската империя. Родителите му и членове на фамилията са османски военни държавни администратори. Майката на Рифат е родом от околните помашки неврокопски села. Тя се омъжва за баща му, Осман бей и семейството се установява в Неврокоп. Осман бей първоначално е командващ гарнизона в големия македонски град Сяр. В 1820 година е преместен в Неврокоп, където също е командващ на гарнизона.
Рифат бей постъпва във Военната прогимназия в Сяр на 12 години. Там учи 5 години, след което постъпва във Военната гимназия в Одрин. В Одрин също учи 5 години, като завършва с чин офицер. След това Рифат бей е изпратен на военна служба във Видин, а след няколко години е преместен в Сяр, където го заварва началото на Кримската война в октомври 1853 година. Рифат бей взима участие с 250 войници, с които заминава за фронта. След края на войната заминава за Париж, където постъпва във френско военно училище за допълнително обучение, което завършва в 1860 година. След това Рифат бей влиза в училището за военни хирурзи, което завършва след пет години в 1865 година. Рифат бей остава известно време след това в Париж и служи като главен преводач на легацията на Османската империя. На 17 ноември 1869 година го заварва в Париж известие за откриването на Суецкия канал. Рифат бей е изпратен да съпроводи съпругата на Наполеон III Бонапарт, Евгения де Монтихо, която да представлява императора на тържественото откриване. По време на престоя му в Париж Рифат бей се жени за французойка, с която има дъщеря. Съпругата му умира по-късно, когато Рифат бей е извън Франция. Жени се втори път, след като се установява в Неврокоп за постоянно.
По време на Руско-турската война в 1877 – 1878 година Рифат бей е помощник на Осман паша, който отбранява Плевен. Там Рифат бей завежда тила на армията. След края на войната Рифат бей е пленен заедно с Осман паша и е разпределен в Харковска област под надзора на губернатора. Рифат бей започва да преподава на дъщерите на губернатора, след като разбира, че е френски възпитаник. По-късно пленниците са освободени и им е позволено да се завърнат по родните места.
Рифат бей също така свири на много музикални инструмента и е изкусен знахар.
Къщата на Рифат бей в Неврокоп е паметник на културата.